# 쿠미 미즈노

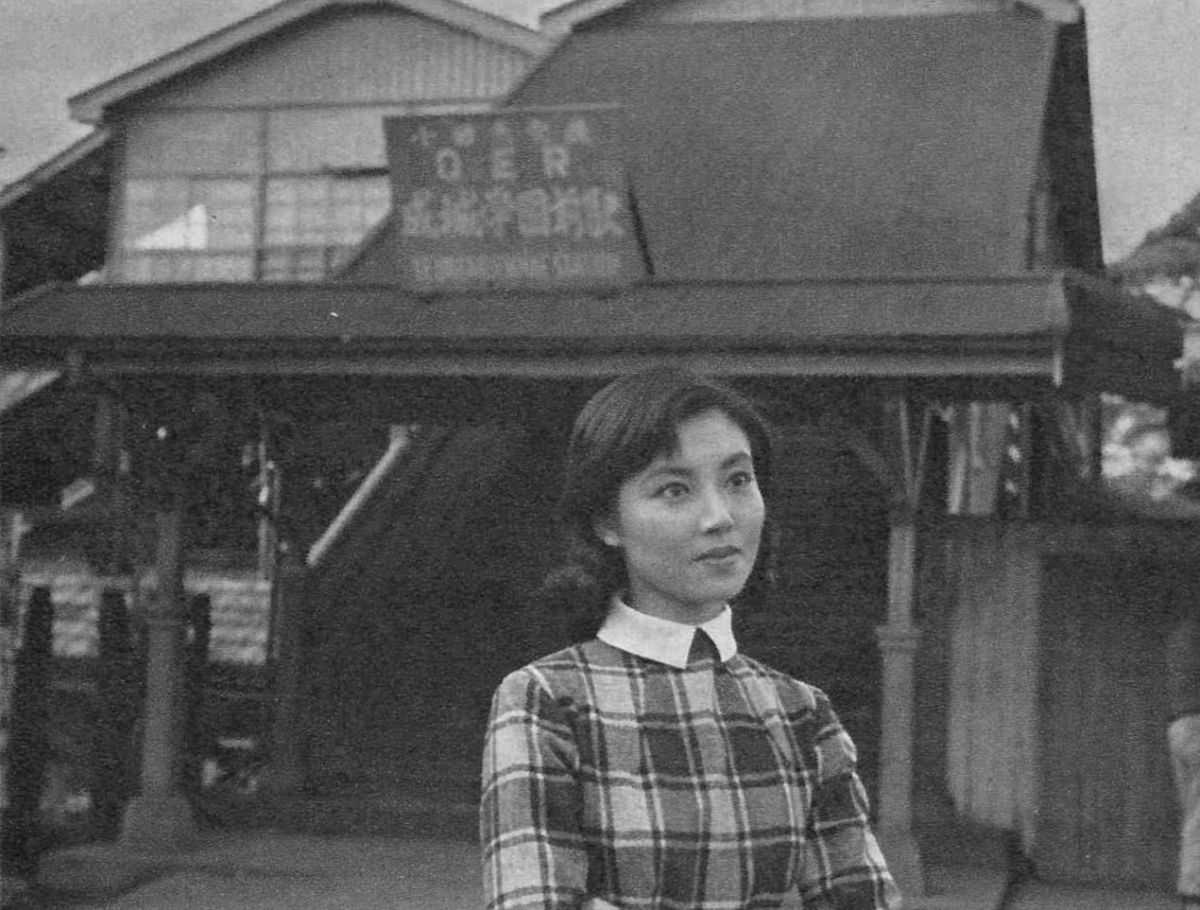

쿠미 미즈노(Kumi Mizuno, 1937년 1월 1일 ~ )는 일본의 배우, 모델이다.
도쿄도에서 태어났다.

## 방송
- 백의의 눈물

## 영화
- 당신이어서 고마워요 (2017년) - 호시카와 케이코 역
- 더 인터미션 (2013년)
- 럭키 세븐 (2012년) - 나카무라 토메 역
- 후미코의 바다 (2007년)
- 고질라 - 파이널 워즈 (2004년)
- 고질라 - 고질라 X 메카고질라 (2002년)
- 졸업 여행 - 일본에서 왔습니다 (1994년)
- 대유괴 (1991년)
- 프랑켄슈타인의 괴물: 산다 대 가이라 (1966년)
- 고질라 8 - 고질라 대 바다 괴물 (1966년)
- 타이거 릴리 (1966년)
- 청춘은 무엇인가 (1965년)
- 프랑켄슈타인 대 바라곤 (1965년)
- 고질라 7 - 고질라 대 몬스터 제로 (1965년)
- 마탄고 (1963년)
- 추신구라 - 47로닌 (1962년)
- 권적운 (1958년) - 하마코 역